# Edificio del Banco de España (León)
El antiguo edificio del Banco de España en León es un inmueble ubicado en la ciudad española de León, en Castilla y León. Proyectado por el arquitecto José Yárnoz Larrosa en 1946, se sitúa en la Avenida Ordoño II y comenzó a utilizarse el 5 de junio de 1950. Aunque estaba previsto su cierre durante el año 2003, finalmente cerró al público el 31 de diciembre de 2004 y desde julio de 2010 es la sede de la Delegación de Economía y Hacienda.

## Descripción
El proyecto para la Sucursal del Banco de España en León se presentó en Madrid en diciembre de 1946, tras la compra del solar a la Caja de Ahorros de León en 1940. El edificio abrió sus puertas al público el 5 de junio de 1950, sin que se celebrara inauguración oficial.
El solar tiene una superficie de unos 868 metros cuadrados, de los cuales la edificación ocupa unos 580 metros cuadrados. En la parte trasera se encuentra el patio que se utilizaba para la entrada y salida de furgones de fondos. El edificio cuenta con cinco plantas: tres plantas en altura, la planta baja y una planta subterránea. La fachada del edificio es simétrica y destacan seis columnas. En la parte superior de la fachada se observa el friso donde se leía el nombre de la entidad.
Tras el cierre de la sede en 2004, el edificio tuvo diversos usos para entidades públicas y fundaciones y desde 2010 es la sede de la Delegación de Economía y Hacienda.

## Antiguas sedes en la ciudad
El Banco de España comenzó sus operaciones en León el 15 de octubre de 1886 en el n.º 26 de la Plaza Mayor.
En 1890 se trasladó, también en régimen de arrendamiento, al n.º 4 de la Plaza del Conde.
En 1901 se adquiere un solar en el n.º 4 de la Calle Bayón y Manuel de Cárdenas elabora un proyecto para la nueva sede que se inaugurará en 1903 hasta su cierre en 1950. Actualmente el edificio alberga al procurador del Común y en su puerta principal de madera en la Calle Sierra Pambley se puede observar en detalle el grabado de las iniciales del Banco de España. 

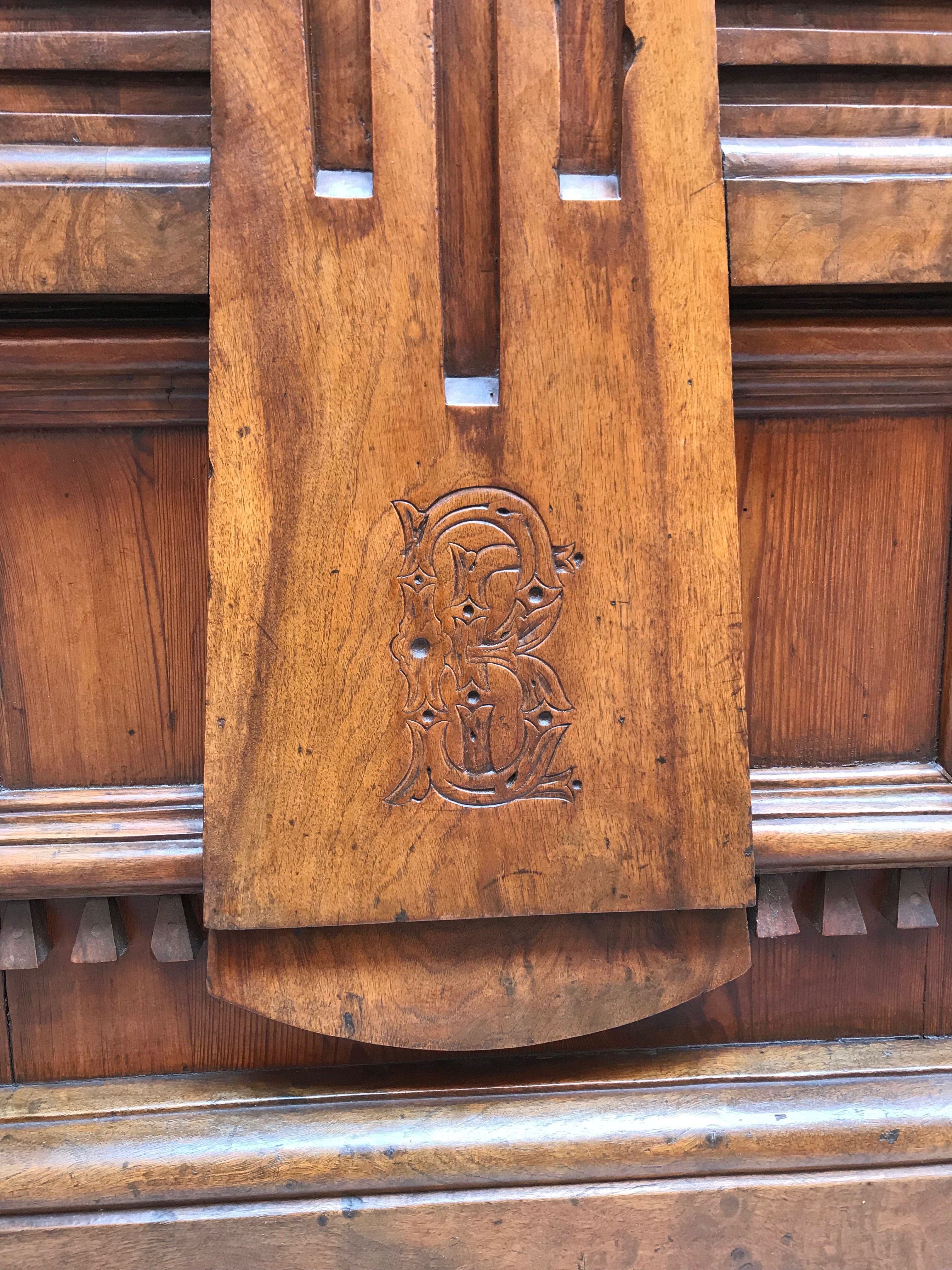
Detalle puerta antigua sede Banco de España en León - Calle Sierra Pambley